# Cystostemon mwinilungensis
Cystostemon mwinilungensis là loài thực vật có hoa trong họ Mồ hôi. Loài này được E.S.Martins mô tả khoa học đầu tiên năm 1987 publ. 1988.